# Джилободжи, Папи
Папи Мисон Джилободжи (фр. El Hadji Papy Mison Djilobodji; родился 1 декабря 1988 года, в Каолаке, Сенегал) — сенегальский футболист, защитник клуба «Газиантеп», на правах аренды выступающий за клуб «Касымпаша», и сборной Сенегала.

## Клубная карьера
Джилободжи начал свою карьеру в местном клубе «Салюм», в сезоне 2007/08 он провёл свои первые игры в профессиональном футболе. После двух успешных сезонов за «Салюм» в сенегальской Премьер-лиге он в октябре 2009 года переехал во Францию, в клуб любительского чемпионата «Сенар-Муасси». Успешно проведя первую половину сезона 2009/10, он обратил на себя внимание клуба Лиги 2 «Нант», куда и перешёл 27 декабря 2009 года.
14 мая 2010 года Джилободжи дебютировал за «Нант» в матче против будущего чемпиона Лиги 2 «Кана» (1:3). Выдержав конкуренцию в первый год, Джилободжи стал игроком основного состава, проведя во втором сезоне 27 игр и забив 2 гола. Его впечатляющие выступления в защите помогли «Нанту» в сезоне 2012/13 выйти в Лигу 1. За шесть сезонов в «Нанте» Папи сыграл 185 игр и забил 9 голов. В летнее трансферное окно 2015 года сообщалось, что Джилободжи интересуются клубы английской Премьер-лиги таких, как «Сандерленд» и «Астон Вилла». Тем не менее, ни один из этих клубов не решился приобрести сенегальского центрального защитника.
1 сентября 2015 года Джилободжи присоединился к чемпионам Премьер-лиги «Челси», подписав 4-летний контракт. Сумма трансфера составила 2,7 млн фунтов стерлингов. 23 сентября Папи дебютировал за «Челси», заменив Радамеля Фалькао на 90 минуте в матче 3-го раунда Кубка Футбольной лиги против «Уолсолла» (4:1).
21 января 2016 года Джилободжи был отдан в аренду «Вердеру» до конца сезона. 24 января дебютировал в Бундеслиге, выйдя в основном составе на матч 18-го тура против «Шальке 04» (3:1). 13 февраля забил первый гол в Бундеслиге в ворота «Хоффенхайма» (1:1).

## Международная карьера
31 июля 2013 года Джилободжи был вызван в сборную Сенегала вместе с товарищем по команде Иссой Сиссоко для участия в товарищеском матче против Замбии. Его дебют за сборную состоялся 14 августа 2013 года в товарищеском матче против Замбии. Его дебют на Кубке африканских наций состоялся 19 января 2015 года в матче группового этапа против сборной Ганы, который закончился победой 2:1. На турнире Джилободжи сыграл в двух матчах, а его сборная не вышла из группы, заняв 3-е место.

## Статистика выступлений

### Клубная статистика
| Выступление      | Выступление      | Выступление      | Лига | Лига | Кубок страны | Кубок страны | Кубок лиги | Кубок лиги | Еврокубки | Еврокубки | Прочие | Прочие | Итого | Итого |
| Клуб             | Лига             | Сезон            | Игры | Голы | Игры         | Голы         | Игры       | Голы       | Игры      | Голы      | Игры   | Голы   | Игры  | Голы  |
| ---------------- | ---------------- | ---------------- | ---- | ---- | ------------ | ------------ | ---------- | ---------- | --------- | --------- | ------ | ------ | ----- | ----- |
| Сенар-Муасси     | ЛЧФ              | 2009/10          | 10   | 1    | 0            | 0            | 0          | 0          | 0         | 0         | 0      | 0      | 10    | 1     |
| Сенар-Муасси     | Итого            | Итого            | 10   | 1    | 0            | 0            | 0          | 0          | 0         | 0         | 0      | 0      | 10    | 1     |
| Нант             | Лига 2           | 2009/10          | 13   | 0    | 1            | 0            | 0          | 0          | 0         | 0         | 0      | 0      | 14    | 0     |
| Нант             | Лига 2           | 2010/11          | 27   | 2    | 3            | 0            | 1          | 0          | 0         | 0         | 0      | 0      | 31    | 2     |
| Нант             | Лига 2           | 2011/12          | 36   | 4    | 0            | 0            | 3          | 0          | 0         | 0         | 0      | 0      | 39    | 4     |
| Нант             | Лига 2           | 2012/13          | 36   | 0    | 1            | 0            | 1          | 0          | 0         | 0         | 0      | 0      | 38    | 0     |
| Нант             | Лига 1           | 2013/14          | 28   | 3    | 1            | 0            | 1          | 0          | 0         | 0         | 0      | 0      | 30    | 3     |
| Нант             | Лига 1           | 2014/15          | 31   | 0    | 1            | 0            | 1          | 0          | 0         | 0         | 0      | 0      | 33    | 0     |
| Нант             | Итого            | Итого            | 171  | 9    | 7            | 0            | 7          | 0          | 0         | 0         | 0      | 0      | 185   | 9     |
| Челси            | Премьер-лига     | 2015/16          | 0    | 0    | 0            | 0            | 1          | 0          | 0         | 0         | 0      | 0      | 1     | 0     |
| Челси            | Итого            | Итого            | 0    | 0    | 0            | 0            | 1          | 0          | 0         | 0         | 0      | 0      | 1     | 0     |
| Вердер →         | Бундеслига       | 2015/16          | 14   | 2    | 2            | 0            | 0          | 0          | 0         | 0         | 0      | 0      | 16    | 2     |
| Вердер →         | Итого            | Итого            | 14   | 2    | 2            | 0            | 0          | 0          | 0         | 0         | 0      | 0      | 16    | 2     |
| Всего за карьеру | Всего за карьеру | Всего за карьеру | 195  | 12   | 9            | 0            | 8          | 0          | 0         | 0         | 0      | 0      | 212   | 12    |

### Международная статистика
| Сборная          | Сезон            | Товарищеские | Товарищеские | Турниры | Турниры | Всего | Всего |
| Сборная          | Сезон            | Игры         | Голы         | Игры    | Голы    | Игры  | Голы  |
| ---------------- | ---------------- | ------------ | ------------ | ------- | ------- | ----- | ----- |
| Сенегал          | 2013             | 1            | 0            | 1       | 0       | 2     | 0     |
| Сенегал          | 2014             | 3            | 0            | 6       | 0       | 9     | 0     |
| Сенегал          | 2015             | 2            | 0            | 2       | 0       | 4     | 0     |
| Всего за карьеру | Всего за карьеру | 6            | 0            | 9       | 0       | 15    | 0     |

### Матчи и голы за сборную
| Матчи и голы Джилободжи за сборную Сенегала | Матчи и голы Джилободжи за сборную Сенегала | Матчи и голы Джилободжи за сборную Сенегала | Матчи и голы Джилободжи за сборную Сенегала | Матчи и голы Джилободжи за сборную Сенегала | Матчи и голы Джилободжи за сборную Сенегала |
| №                                           | Дата                                        | Оппонент                                    | Счёт                                        | Голы                                        | Соревнование                                |
| ------------------------------------------- | ------------------------------------------- | ------------------------------------------- | ------------------------------------------- | ------------------------------------------- | ------------------------------------------- |
| 1                                           | 14 августа 2013                             | Замбия                                      | 1:1                                         | —                                           | Товарищеский матч                           |
| 2                                           | 16 ноября 2013                              | Кот-д’Ивуар                                 | 1:1                                         | —                                           | Отборочные матчи ЧМ-2014                    |
| 3                                           | 5 марта 2014                                | Мали                                        | 1:1                                         | —                                           | Товарищеский матч                           |
| 4                                           | 21 мая 2014                                 | Буркина-Фасо                                | 1:1                                         | —                                           | Товарищеский матч                           |
| 5                                           | 25 мая 2014                                 | Косово                                      | 3:1                                         | —                                           | Товарищеский матч                           |
| 6                                           | 5 сентября 2014                             | Египет                                      | 2:0                                         | —                                           | Отборочные матчи КАН-2015                   |
| 7                                           | 10 сентября 2014                            | Ботсвана                                    | 2:0                                         | —                                           | Отборочные матчи КАН-2015                   |
| 8                                           | 10 октября 2014                             | Тунис                                       | 0:0                                         | —                                           | Отборочные матчи КАН-2015                   |
| 9                                           | 15 октября 2014                             | Тунис                                       | 0:1                                         | —                                           | Отборочные матчи КАН-2015                   |
| 10                                          | 15 ноября 2014                              | Египет                                      | 1:0                                         | —                                           | Отборочные матчи КАН-2015                   |
| 11                                          | 19 ноября 2014                              | Ботсвана                                    | 3:0                                         | —                                           | Отборочные матчи КАН-2015                   |
| 12                                          | 9 января 2015                               | Габон                                       | 1:0                                         | —                                           | Товарищеский матч                           |
| 13                                          | 13 января 2015                              | Гвинея                                      | 5:2                                         | —                                           | Товарищеский матч                           |
| 14                                          | 19 января 2015                              | Гана                                        | 2:1                                         | —                                           | Финальные матчи КАН-2015                    |
| 15                                          | 27 января 2015                              | Алжир                                       | 0:2                                         | —                                           | Финальные матчи КАН-2015                    |

Итого: 15 матчей / 0 голов; 8 побед, 5 ничьих, 2 поражения.